# Paul Modrich
Paul Lawrence Modrich (ur. 13 czerwca 1946) – amerykański biochemik, laureat Nagrody Nobla w dziedzinie chemii w 2015 roku za badania mechanistyczne nad naprawą DNA (wspólnie z Tomasem Lindahlem i Azizem Sancarem).

## Życiorys
Modrich dorastał w małym miasteczku na północy Nowego Meksyku. Jego ojcem był miejscowy nauczyciel biologii. W 1973 roku uzyskał doktorat z biochemii na Stanford University. W swojej rozprawie doktorskiej Modrich opisał w jaki sposób enzym ligaza łączy wolne końce cząsteczek DNA, i wykazał, iż jest to kluczowe dla żywotności bakterii E.coli.
Jest pracownikiem naukowym Howard Hughes Medical Institute oraz profesorem Duke University. W 2015 roku razem ze szwedzkim chemikiem Tomasem Lindahlem i tureckim naukowcem Azizem Sancarem został laureatem Nagrody Nobla w dziedzinie chemii.